# Yann Le Goff
Yann Le Goff (9 de febrero de 2003) es un deportista francés que compite en natación, especialista en el estilo libre. Ganó dos medallas en el Campeonato Mundial de Natación de 2025, plata en 4 × 100 m estilos y bronce en 4 × 100 m libre mixto.

## Palmarés internacional
| Campeonato Mundial | Campeonato Mundial  | Campeonato Mundial | Campeonato Mundial    |
| Año                | Lugar               | Medalla            | Prueba                |
| ------------------ | ------------------- | ------------------ | --------------------- |
| 2025               | Singapur (Singapur) | Medalla de plata   | 4 × 100 m estilos     |
| 2025               | Singapur (Singapur) | Medalla de bronce  | 4 × 100 m libre mixto |